# CHTML

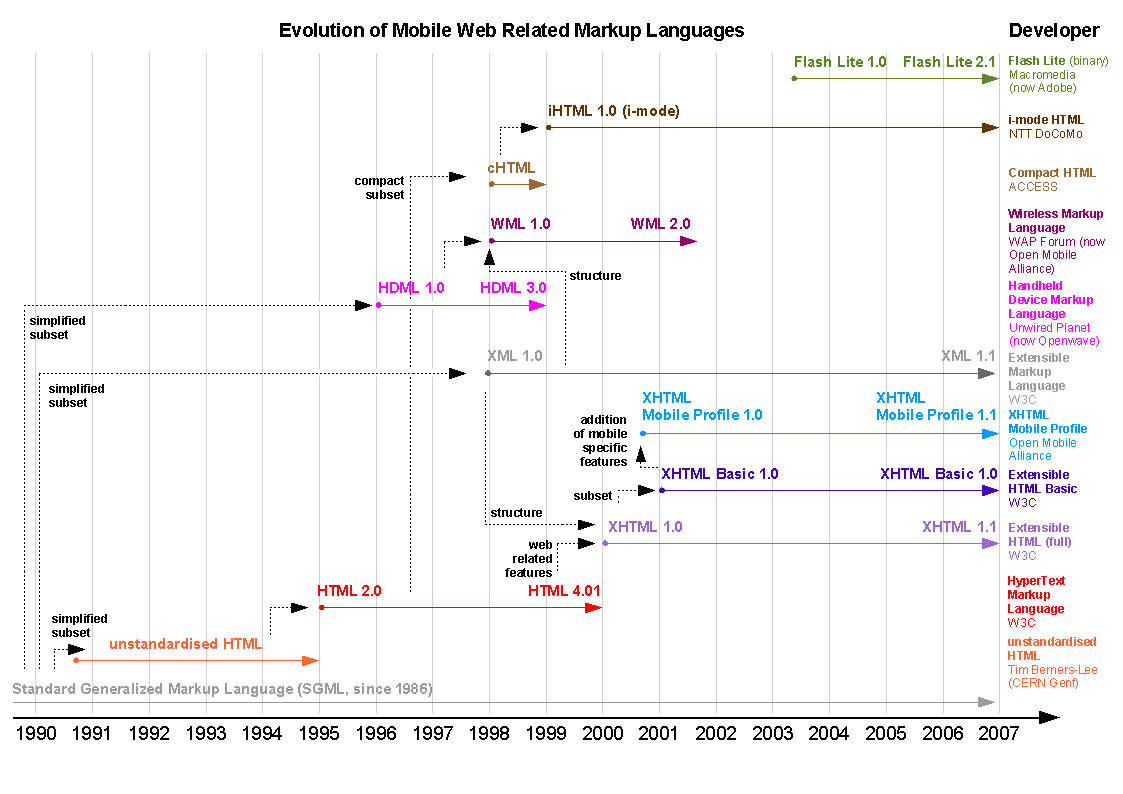
Entwicklung mobiler Web-Standards

Der Standard CHTML (Compact HTML) wurde von Mobilfunkbetreibern entwickelt zur Beschreibung von Webseiten für den mobilen Internetzugriff über mobile Endgeräte, zum Beispiel Mobiltelefone. Um auf kleinen Geräten ohne mehrere Megabyte Speicher laufen zu können, wurde unter anderem auf die Anzeige von JPEG-Dateien, Tabellen und Frames verzichtet. Als Bildformat steht GIF zur Verfügung. CHTML ist im Grunde eine Teilmenge von HTML, welche auf die wesentlichsten und einfachsten Befehle reduziert worden ist.
Im Gegensatz zur WAP-Sprache WML unterscheidet sich CHTML nur geringfügig von normalem HTML. Da es nicht auf XML beruht, wird ein Tag, der nicht abgeschlossen werden muss (wie <hr>) nicht als <hr /> geschrieben, sondern bleibt wie in HTML <hr>. Damit müssen bestehende Webseiten nicht komplett umgeschrieben werden.
1999 wurde CHTML vom weltgrößten Telefonkonzern NTT zu iHTML erweitert, um Seiten für i-mode darzustellen.
Neben zusätzlichen (im Mobiltelefon gespeicherten) Symbolen, können Links in iHTML darüber hinaus mit sogenannten Accesskeys belegt werden, damit sie über die Telefontastatur schneller aufgerufen werden können. Die Syntax für so einen Link lautet beispielsweise:
```
<
a
 
href
=
"http://www.wikipedia.org/"
 
accesskey
=
"1"
>
Wikipedia
</
a
>

```